# Wolfgang Klimpke
Wolfgang Klimpke (* 12. Februar 1967 in Wetzlar) ist ein früherer deutscher Handballspieler und -trainer, der für den Bundesligisten HSG Wetzlar spielte.

## Sport
Der Kreisläufer spielte über 30 Jahre für den Wetzlarer Verein, der zunächst als TSV Dutenhofen, später als HSG Dutenhofen/Münchholzhausen und HSG D/M Wetzlar und schließlich als HSG Wetzlar antrat. Klimpke durchlief sämtliche Jugendmannschaften und spielte ab Mitte der 1980er Jahre in der 1. Mannschaft des Vereins. Bis zu seinem Karriereende 2003 blieb er dem Verein treu. Er war Identifikationsfigur bei den HSG-Fans und stand wie kein zweiter Spieler symbolhaft für den langfristigen Aufstieg des Vereins bis in die höchste deutsche Spielklasse.

## Erfolge
Wolfgang Klimpke war an fast allen großen Erfolgen des Dutenhofener und Wetzlarer Handballs beteiligt. Er gewann 1982 mit der C-Jugend und 1984 mit der B-Jugend die Deutsche Meisterschaft. Im Seniorenbereich stand er zweimal im DHB-Pokal-Finale, kam 1998 ins Europapokal-Endspiel, stieg erst in die 2. Bundesliga, dann in die Bundesliga auf und stieg niemals ab.

## Trainertätigkeit
Gemeinsam mit Róbert Sighvatsson trainierte Klimpke von Oktober 2006 bis Februar 2007 die Bundesligamannschaft der HSG Wetzlar. Zuvor und auch danach war er für einige Zeit Co-Trainer des Vereins.

## Familie
Klimpke gehört zu einer eng mit dem Handball und der HSG verbundenen Familie. Sein jüngerer Bruder Andreas spielte ebenfalls für die HSG in der Bundesliga, heute ist er Nachwuchs-Trainer und Sportfunktionär bei der HSG. Wolfgang Klimpkes Ehefrau Ruth ist Leiterin der Geschäftsstelle der HSG Wetzlar. Sein älterer Sohn Till Klimpke ist heute Torwart der HSG Wetzlar und deutscher Nationaltorhüter. Er wurde wie sein Vater mit dem Verein Deutscher Jugendmeister (2017 mit der A-Jugend). Ebenfalls deutscher Nationaltorhüter war Wolfgang Klimpkes Schwager Axel Geerken. Klimpkes jüngerer Sohn Ole Klimpke ist Rückraumspieler der HSG und spielt in der A-Jugend sowie seit 2021 auch in der Bundesliga.